# Estádio Walmir Campelo Bezerra
Estádio Walmir Campelo Bezerra (zwany potocznie Bezerrão) – stadion piłkarski w Gama, Distrito Federal, Brazylia, na którym swoje mecze rozgrywają kluby SE Gama, Brasília Futebol Clube oraz ARUC.
Nazwa stadionu została nadana ku pamięci Antônio Walmir Campelo Bezerra, który był administratorem miasta w trakcie budowy.